# Olympische Sommerspiele 2020/Teilnehmer (Sri Lanka)
| Gelbes Symbol für Goldmedaillen mit stilisierten Olympischen Ringen | Graues Symbol für Silbermedaillen mit stilisierten Olympischen Ringen | Braundes Symbol für Bronzemedaillen mit stilisierten Olympischen Ringen |
| ------------------------------------------------------------------- | --------------------------------------------------------------------- | ----------------------------------------------------------------------- |
| —                                                                   | —                                                                     | —                                                                       |

Sri Lanka nahm an den Olympischen Spielen 2020 in Tokio mit neun Sportlern in sieben Sportarten teil. Es war die insgesamt 18. Teilnahme an Olympischen Sommerspielen.

## Teilnehmer nach Sportarten

### Badminton
| Athleten           | Wettbewerb | Gruppenphase | Gruppenphase       | Gruppenphase | Gruppenphase | Achtelfinale  | Achtelfinale  | Viertelfinale | Viertelfinale | Halbfinale    | Halbfinale    | Finale        | Finale        | Rang  |
| Athleten           | Wettbewerb | Gegner       | Ergebnis           | Punkte       | Rang         | Gegner        | Ergebnis      | Gegner        | Ergebnis      | Gegner        | Ergebnis      | Gegner        | Ergebnis      | Rang  |
| ------------------ | ---------- | ------------ | ------------------ | ------------ | ------------ | ------------- | ------------- | ------------- | ------------- | ------------- | ------------- | ------------- | ------------- | ----- |
| Männer             |            |              |                    |              |              |               |               |               |               |               |               |               |               |       |
| Niluka Karunaratne | Einzel     | Wang T.-w.   | 0:2 (12:21, 15:21) | 57:84        | 3            | ausgeschieden | ausgeschieden | ausgeschieden | ausgeschieden | ausgeschieden | ausgeschieden | ausgeschieden | ausgeschieden | 29–42 |
| Niluka Karunaratne | Einzel     | N. Nguyen    | 0:2 (16:21, 14:21) | 57:84        | 3            | ausgeschieden | ausgeschieden | ausgeschieden | ausgeschieden | ausgeschieden | ausgeschieden | ausgeschieden | ausgeschieden | 29–42 |

### Judo
| Athleten              | Wettbewerb | 1. Runde | 1. Runde | 2. Runde       | 2. Runde | Achtelfinale  | Achtelfinale  | Viertelfinale | Viertelfinale | Halbfinale / Trostrunde | Halbfinale / Trostrunde | Finale / Platz 3 | Finale / Platz 3 | Rang |
| Athleten              | Wettbewerb | Gegner   | Ergebnis | Gegner         | Ergebnis | Gegner        | Ergebnis      | Gegner        | Ergebnis      | Gegner                  | Ergebnis                | Gegner           | Ergebnis         | Rang |
| --------------------- | ---------- | -------- | -------- | -------------- | -------- | ------------- | ------------- | ------------- | ------------- | ----------------------- | ----------------------- | ---------------- | ---------------- | ---- |
| Männer                |            |          |          |                |          |               |               |               |               |                         |                         |                  |                  |      |
| Chamara Dharmawardana | bis 73 kg  | Freilos  | Freilos  | A.-A. Houssein | 0:10     | ausgeschieden | ausgeschieden | ausgeschieden | ausgeschieden | ausgeschieden           | ausgeschieden           | ausgeschieden    | ausgeschieden    | 17   |

### Leichtathletik
Laufen und Gehen 
| Athleten             | Wettbewerb | Runde 1     | Runde 1 | Halbfinale    | Halbfinale    | Finale        | Finale        | Rang |
| Athleten             | Wettbewerb | Zeit        | Rang    | Zeit          | Rang          | Zeit          | Rang          | Rang |
| -------------------- | ---------- | ----------- | ------- | ------------- | ------------- | ------------- | ------------- | ---- |
| Frauen               |            |             |         |               |               |               |               |      |
| Nimali Liyanarachchi | 800 m      | 2:10,23 min | 8       | ausgeschieden | ausgeschieden | ausgeschieden | ausgeschieden | 43   |
| Männer               |            |             |         |               |               |               |               |      |
| Yupun Abeykoon       | 100 m      | 10,32 s     | 6       | ausgeschieden | ausgeschieden | ausgeschieden | ausgeschieden | 42   |

### Reiten

#### Springreiten
| Athleten                     | Wettbewerb | Strafpunkte   | Strafpunkte   | Strafpunkte   | Rang |
| Athleten                     | Wettbewerb | Einzelwertung | Einzelwertung | Einzelwertung | Rang |
| Athleten                     | Wettbewerb | 1. Umlauf     | 2. Umlauf     | Stechen       | Rang |
| ---------------------------- | ---------- | ------------- | ------------- | ------------- | ---- |
| Mathilda Karlsson mit Chopin | Einzel     | DSQ           | DSQ           | DSQ           | DSQ  |

### Schießen
| Athleten         | Wettbewerb      | Qualifikation   | Qualifikation | Finale          | Finale        | Ringe/ Scheiben | Rang |
| Athleten         | Wettbewerb      | Ringe/ Scheiben | Rang          | Ringe/ Scheiben | Rang          | Ringe/ Scheiben | Rang |
| ---------------- | --------------- | --------------- | ------------- | --------------- | ------------- | --------------- | ---- |
| Frauen           |                 |                 |               |                 |               |                 |      |
| Tehani Egodawela | 10 m Luftgewehr | 611,5           | 49            | ausgeschieden   | ausgeschieden | 611,5           | 49   |

### Schwimmen
| Athleten           | Wettbewerb          | Vorlauf     | Vorlauf | Halbfinale    | Halbfinale    | Finale        | Finale        | Rang |
| Athleten           | Wettbewerb          | Zeit        | Rang    | Zeit          | Rang          | Zeit          | Rang          | Rang |
| ------------------ | ------------------- | ----------- | ------- | ------------- | ------------- | ------------- | ------------- | ---- |
| Frauen             |                     |             |         |               |               |               |               |      |
| Aniqah Gaffoor     | 100 m Schmetterling | 1:05,33 min | 32      | ausgeschieden | ausgeschieden | ausgeschieden | ausgeschieden | 32   |
| Männer             |                     |             |         |               |               |               |               |      |
| Matthew Abeysinghe | 100 m Freistil      | 50,62 s     | 48      | ausgeschieden | ausgeschieden | ausgeschieden | ausgeschieden | 48   |

### Turnen

#### Gerätturnen
| Athleten                           | Wettbewerb       | Qualifikation | Qualifikation | Finale        | Finale        | Rang |
| Athleten                           | Wettbewerb       | Punkte        | Rang          | Punkte        | Rang          | Rang |
| ---------------------------------- | ---------------- | ------------- | ------------- | ------------- | ------------- | ---- |
| Frauen                             |                  |               |               |               |               |      |
| Milka Gehani Elpitiya Badalge Dona | Boden            | 10,300        | 84            | ausgeschieden | ausgeschieden | 84   |
| Milka Gehani Elpitiya Badalge Dona | Schwebebalken    | 11,266        | 80            | ausgeschieden | ausgeschieden | 80   |
| Milka Gehani Elpitiya Badalge Dona | Sprung           | 13,366        | 64            | ausgeschieden | ausgeschieden | 64   |
| Milka Gehani Elpitiya Badalge Dona | Stufenbarren     | 10,866        | 82            | ausgeschieden | ausgeschieden | 82   |
| Milka Gehani Elpitiya Badalge Dona | Mehrkampf Einzel | 45,798        | 78            | ausgeschieden | ausgeschieden | 78   |